# The Miseducation of Lauryn Hill
The Miseducation of Lauryn Hill ist das einzige Soloalbum der US-amerikanischen Sängerin Lauryn Hill. Das Album wurde am 25. August 1998 von den Labels Columbia Records und Ruffhouse Records veröffentlicht, erhielt unter anderem zwei Grammy Awards und zählt mit über 20 Millionen verkauften Einheiten zu den weltweit meistverkauften Musikalben.

## Titelliste
Alle Titel wurden, sofern nicht in Klammern angegeben, von Lauryn Hill geschrieben.
1. Intro – 0:47
2. Lost Ones – 5:33
3. Ex-Factor – 5:26
4. To Zion (feat. Carlos Santana) – 6:09
5. Doo Wop (That Thing) – 5:20
6. Superstar (Hill, Johari Newton, James Poyser) – 4:57
7. Final Hour – 4:16
8. When It Hurts So Bad – 5:42
9. I Used to Love Him (feat. Mary J. Blige) – 5:39
10. Forgive Them Father – 5:15
11. Every Ghetto, Every City – 5:14
12. Nothing Even Matters (feat. D’Angelo) – 5:50
13. Everything Is Everything (Hill, J. Newton) – 4:53
14. The Miseducation of Lauryn Hill (Hill, Tejumold Newton) – 4:17

Hidden Tracks
1. Can’t Take My Eyes Off of You (Bob Crewe, Bob Gaudio) – 3:41
2. Tell Him – 4:38

## Rezeption

### Preise
Das Album wurde bei den Grammy Awards 1999 in den Kategorien Album des Jahres und Bestes R&B-Album ausgezeichnet. Hill gewann zudem den Grammy als Best New Artist und in den Kategorien Best R&B Song und Best Female R&B Vocal Performance.
Das Album gewann überdies den Billboard Music Award als Bestes R&B-Album.

### Rezensionen
John Bush von der Musikdatenbank Allmusic rezensierte das Album als eine Sammlung von offenen persönlichen und politischen Statements, welches neben dem kommerziellen Erfolg eine musikalische Epoche begründete.
Das Album wurde in die 1001 Albums You Must Hear Before You Die aufgenommen. Rezensent Jim Harrington hebt die musikalische Bandbreite und Hills stimmlichen Fähigkeiten hervor:

„Hill, bei der Veröffentlichung der Platte erst 23 Jahre alt, klingt sicherlich nicht so, wie jemand, der eine Unterweisung nötig hat. Sie zeigt auf dem ganzen Album eine unglaubliche, stimmliche Bandbreite und ein nicht zu leugnendes Selbstvertrauen. Sie bewegt sich vom Hip-Hop im Fugees-Stil („Lost Ones“) zu sprühendem Pop („Doo Wop (That Thing)“). Sie ist eine beeindruckende Rapperin, die ihren eigenen Stil auf „Final Hour“ umsetzt. „Every Ghetto, Every City“ ist ein Tribut an ihre Einflüsse aus der Old School und bei „I Used To Love Him“ bedient sie sich der Hilfe
von Mary J. Blige. Das Album war ein Smash-Hit, verkaufte sich 8 Millionen Mal, und brachte Hill fünf Grammys ein – ein neuer Rekord für eine Sängerin.“

Die Musikzeitschrift Rolling Stone wählte The Miseducation of Lauryn Hill 2003 auf 312, 2012 auf Platz 314 und 2020 auf Platz 10 der 500 besten Alben aller Zeiten. Es belegt zudem Platz 5 der 100 besten Alben der 1990er Jahre.
Der New Musical Express führt es auf Platz 89 der 500 besten Alben aller Zeiten.
In der Auswahl der 90 besten Alben des Jahrzehnts der Zeitschrift Spin belegt The Miseducation of Lauryn Hill Platz 28. Es erreichte außerdem Platz 192 der 300 besten Alben aus dem Zeitraum 1985 bis 2014.
NPR wählte es auf Platz 2 der 150 besten Alben, die von Frauen gemacht wurden.
2014 wurde das Album in die National Recording Registry der Library of Congress aufgenommen.
2024 wurde das Album von Apple auf Platz 1 der Liste der 100 besten Musikalben gewählt.

## Kommerzieller Erfolg

### Chartplatzierungen
| ChartsChartplatzierungen       | Höchstplatzierung | Wochen |
| ------------------------------ | ----------------- | ------ |
| Deutschland (GfK)              | 9 (55 Wo.)        | 55     |
| Österreich (Ö3)                | 4 (38 Wo.)        | 38     |
| Schweiz (IFPI)                 | 11 (39 Wo.)       | 39     |
| Vereinigte Staaten (Billboard) | 1 (93 Wo.)        | 93     |
| Vereinigtes Königreich (OCC)   | 2 (87 Wo.)        | 87     |

| ChartsJahrescharts (1998)    | Platzierung |
| ---------------------------- | ----------- |
| Vereinigtes Königreich (OCC) | 82          |

| ChartsJahrescharts (1999)    | Platzierung |
| ---------------------------- | ----------- |
| Deutschland (GfK)            | 34          |
| Österreich (Ö3)              | 19          |
| Vereinigtes Königreich (OCC) | 17          |

### Auszeichnungen für Musikverkäufe
| Land/Region                  | Auszeichnungen für Musikverkäufe (Land/Region, Auszeichnung, Verkäufe) | Verkäufe    |
| ---------------------------- | ---------------------------------------------------------------------- | ----------- |
| Australien (ARIA)            | 2× Platin                                                              | 140.000     |
| Belgien (BRMA)               | Gold                                                                   | (25.000)    |
| Dänemark (IFPI)              | 4× Platin                                                              | (80.000)    |
| Europa (IFPI)                | 2× Platin                                                              | 2.000.000   |
| Frankreich (SNEP)            | Platin                                                                 | (300.000)   |
| Italien (FIMI)               | Gold                                                                   | (25.000)    |
| Japan (RIAJ)                 | Diamant                                                                | 1.000.000   |
| Kanada (MC)                  | 7× Platin                                                              | 700.000     |
| Neuseeland (RMNZ)            | 3× Platin                                                              | 45.000      |
| Niederlande (NVPI)           | Platin                                                                 | (100.000)   |
| Norwegen (IFPI)              | Platin                                                                 | (50.000)    |
| Österreich (IFPI)            | Gold                                                                   | (25.000)    |
| Schweden (IFPI)              | Platin                                                                 | (80.000)    |
| Schweiz (IFPI)               | Platin                                                                 | (50.000)    |
| Spanien (Promusicae)         | Gold                                                                   | (50.000)    |
| Vereinigte Staaten (RIAA)    | Diamant                                                                | 10.000.000  |
| Vereinigtes Königreich (BPI) | 4× Platin                                                              | (1.200.000) |
| Insgesamt                    | 4× Gold · 27× Platin · 2× Diamant ·                                    | 13.885.000  |